# Joaquín Victor González

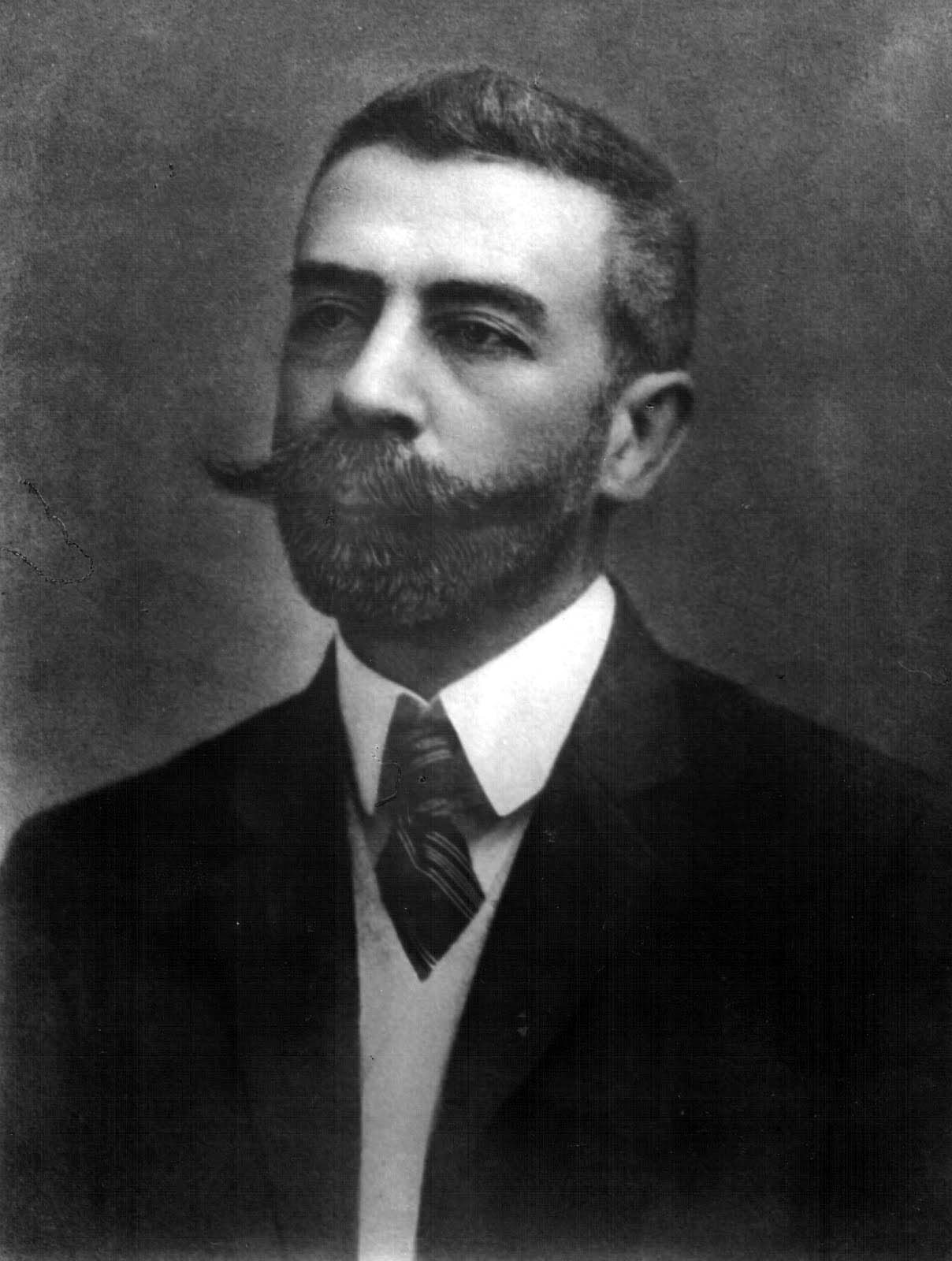
Joaquín Victor González

Joaquín Victor González (* 6. März 1863 in Nonogasta, Departamento Chilecito, Provinz La Rioja; † 21. Dezember 1923 in Buenos Aires) war ein argentinischer Politiker und Schriftsteller.

## Leben
González stammte aus einer wohlhabenden und alteingesessenen Familie. Er beendete sein Studium der Rechtswissenschaften an der Universidad Nacional de Córdoba 1886 mit der Promotion. Anschließend bekam er in der Verwaltung eine Anstellung und machte auch politisch Karriere. 
Er wurde ins Nationalparlament seines Landes gewählt und später auch in den Senat berufen. Zwischen 1889 wählte man ihn für zwei Jahre zum Gouverneur der Provinz La Rioja. Anschließend leitete González nacheinander die Ressorts Innenpolitik, Justiz und Kultur. 1905 war er maßgeblich an der Gründung der Universität von La Plata beteiligt und stand dieser auch als deren erster Präsident vor. Dieser Universität vererbte er auch seine umfangreiche Privatbibliothek. 
Joaquín Victor González starb beinahe 60-jährig am 21. Dezember 1923 in Buenos Aires und fand dort auch seine letzte Ruhestätte.

## Ehrungen
Ihm zu Ehren trägt die Stadt Joaquín Victor González (Departamento Anta, Provinz Salta) seinen Namen. 

## Werke (Auswahl)
- Obras completas. Buenos Aires 1935//37 (25 Bde.).